# Жираф (созвездие)
Жира́ф (лат. Camelopardalis, Cam) — большое, но тусклое околополюсное созвездие Северного полушария. Самая яркая звезда, β Жирафа, имеет звёздную величину +4,03m. На территории России созвездие можно наблюдать круглый год, но лучшие условия наблюдения в январе—феврале.

## История

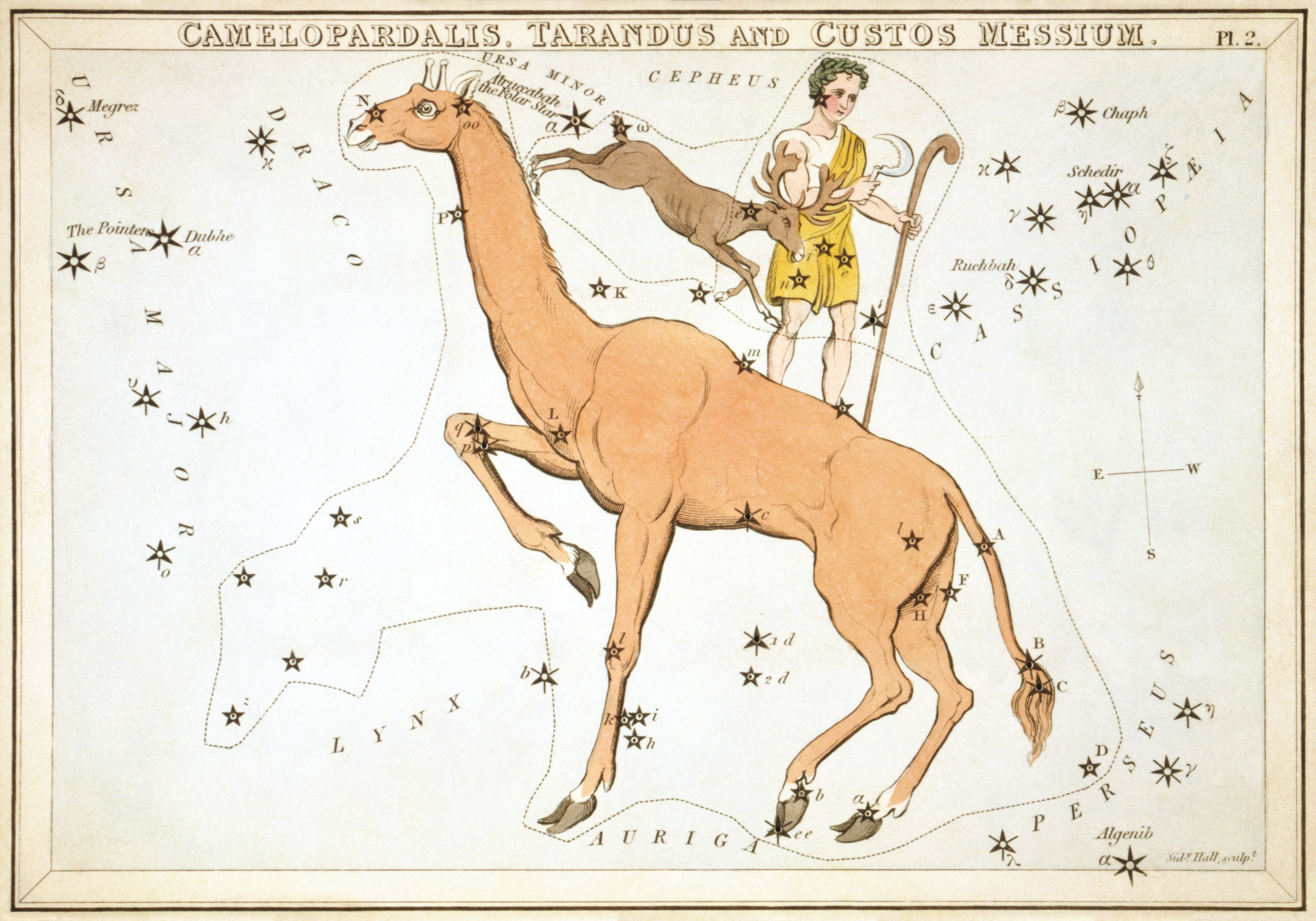
Жираф, изображённый на одной из карточек в наборе «Зеркало Урании, или вид Небес» (опубликован в Лондоне около 1825). Выше Жирафа показаны ныне отменённые созвездия Северный Олень и Хранитель Урожая

Новое созвездие. Предложено Петером Планциусом в 1598 году, однако получило признание после публикации в небесных картах Якоба Барча, изданных в 1624 году. У Планциуса созвездие называлось «Жираф» (Gyraffa Camelopardalis), но, судя по комментариям автора, подразумевался верблюд, на котором, согласно Книге Бытия, Ревекка приехала к Исааку в Ханаан, чтобы стать его женой. Барч исправил название на «Верблюд», но продолжал использовать изображение жирафа. Некоторое время использовались оба названия, но постепенно наименование «Жираф» стало общепринятым, а библейская ассоциация забылась.
Иногда автором созвездия называют Исаака Хабрехта II, но это ошибка.

## Интересные объекты
- Самая яркая звезда β Cam является двойной звездой с компонентами 4,0m и 7,4m.
- α Cam — голубой сверхгигант (звёздная величина 4,3m).
- γ Cam — двойная звезда с компонентами 5,3m и 5,8m.
- Спиральная галактика NGC 2403.
- Рассеянное скопление NGC 1502.
- Астеризм — Каскад Кембла.
- В созвездии Жираф, на расстоянии 13,3 млрд световых лет от Земли, находится галактика MACS0647-JD[1][2].